# Орбитален резонанс
Орбитален резонанс в небесната механика настъпва, когато тела в орбита упражняват периодично гравитационно въздействие едно върху друго, обикновено защото техните орбитални периоди имат съотношение, което е малко цяло число. Най-често такава връзка се среща между два обекта. Физическият принцип зад орбиталния резонанс е сходен с бутането на дете на люлка, при което орбитата и люлката имат честота на собствените трептения, а тялото, което бута, го прави периодично по такъв начин, че да има кумулативен ефект върху движението. Орбиталните резонанси значително засилват взаимното гравитационно влияние на телата, тоест способността им да променят или ограничават орбитите си взаимно. В повечето случаи това води до нестабилно взаимодействие, при което телата обменят импулс и променят орбитите си, докато резонанса изчезне. При някои обстоятелства резонансната система може да бъде стабилна и самокоригираща се, така че телата да остават в резонанс. Пример за това е резонансът с отношение 1:2:4 на Юпитеровите спътници Ганимед, Европа и Йо, както и резонансът с отношение 2:3 между Плутон и Нептун. Отношението 2:3 на резонанса в случая на Плутон и Нептун ще рече, че Плутон завършва две свои орбити за времето, за което Нептун завърша три свои орбити. Нестабилният резонанс между вътрешните спътници на Сатурн поражда пролуки в пръстените на планетата. Частният случай на резонанс с отношение 1:1 между тела със сходни орбитални радиуси кара големите обекти в Слънчевата система да изхвърлят повечето други тела, споделящи орбитите им.